# Tabanus taygetus
Tabanus taygetus är en tvåvingeart som beskrevs av Peus 1980. Tabanus taygetus ingår i släktet Tabanus och familjen bromsar.
Artens utbredningsområde är Grekland. Inga underarter finns listade i Catalogue of Life.